# Chi-Fou-Mi Productions
 (avril 2025).
 (avril 2025).
La mise en forme du texte ne suit pas les recommandations de Wikipédia : il faut le « wikifier ».
Les points d'amélioration suivants sont les cas les plus fréquents. Le détail des points à revoir est peut-être précisé sur la page de discussion.
- Les titres sont pré-formatés par le logiciel. Ils ne sont ni en capitales, ni en gras.
- Le texte ne doit pas être écrit en capitales (les noms de famille non plus), ni en gras, ni en italique, ni en « petit »…
- Le gras n'est utilisé que pour surligner le titre de l'article dans l'introduction, une seule fois.
- L'italique est rarement utilisé : mots en langue étrangère, titres d'œuvres, noms de bateaux, etc.
- Les citations ne sont pas en italique mais en corps de texte normal. Elles sont entourées par des guillemets français : « et ».
- Les listes à puces sont à éviter, des paragraphes rédigés étant largement préférés. Les tableaux sont à réserver à la présentation de données structurées (résultats, etc.).
- Les appels de note de bas de page (petits chiffres en exposant, introduits par l'outil «  Source ») sont à placer entre la fin de phrase et le point final[comme ça].
- Les liens internes (vers d'autres articles de Wikipédia) sont à choisir avec parcimonie. Créez des liens vers des articles approfondissant le sujet. Les termes génériques sans rapport avec le sujet sont à éviter, ainsi que les répétitions de liens vers un même terme.
- Les liens externes sont à placer uniquement dans une section « Liens externes », à la fin de l'article. Ces liens sont à choisir avec parcimonie suivant les règles définies. Si un lien sert de source à l'article, son insertion dans le texte est à faire par les notes de bas de page.
- La présentation des références doit suivre les conventions bibliographiques. Il est recommandé d'utiliser les modèles {{Ouvrage}}, {{Chapitre}}, {{Article}}, {{Lien web}} et/ou {{Bibliographie}}. Le mode d'édition visuel peut mettre en forme automatiquement les références.
- Insérer une infobox (cadre d'informations à droite) n'est pas obligatoire pour parachever la mise en page.

Pour une aide détaillée, merci de consulter Aide:Wikification.
Si vous pensez que ces points ont été résolus, vous pouvez retirer ce bandeau et améliorer la mise en forme d'un autre article.
 (janvier 2025).
Ne doit pas être confondu avec Pierre-papier-ciseaux.
Chi-Fou-Mi Productions est une société française de production audiovisuelle et de cinéma, fondée par Hugo Sélignac le 3 février 2010,,.
La société a reçu un total de 39 nominations, dont deux César du meilleur acteur dans un second rôle : le premier remporté par Philippe Katerine pour le film Le Grand Bain, et le second par Alain Chabat pour L'Amour ouf .

## Histoire

### Origines et débuts
Le nom de la société est une translittération de «shifumi», le jeu de pierre-feuille-ciseaux, en hommage aux années de pensionnat de son fondateur, durant lesquelles les décisions étaient souvent prises par ce jeu de hasard.
Hugo Sélignac est le fils du réalisateur Arnaud Sélignac et d'Antonine Catzeflis, ainsi que le beau-fils du cinéaste Étienne Chatiliez.
Le 15 août 2005, alors âgé de 21 ans et sans baccalauréat,, il obtient de Nicolas Sarkozy — dont il connaît le fils, Pierre — une autorisation exceptionnelle de vingt-quatre heures pour tourner une scène sur le périphérique parisien. Ce tournage a lieu dans le cadre du film Ne le dis à personne de Guillaume Canet, dont il est alors l’assistant.
En 2008, il devient superviseur de production du film Seuls Two, réalisé par Éric Judor et Ramzy Bedia.
En 2013, L'Express classe Hugo Sélignac parmi les jeunes producteurs de cinéma prometteurs, aux côtés de Catherine Bozorgan, Hugo Gélin et Dimitri Rassam.

### Premiers succès
La Marche, premier long métrage de Chi-Fou-Mi Productions, est présenté à plusieurs figures politiques: François Hollande à l'Élysée, Bertrand Delanoë à l’Hôtel de Ville, François Lamy au Ministère de la ville, Claude Bartolone à l’Assemblée Nationale et Jean-Pierre Bel au Sénat. Le film est au centre d'une polémique liée aux paroles de la chanson Marche, interprétée par le rappeur Nekfeu et sortie en marge de la promotion. Celui-ci y déclare: « Je réclame un autodafé pour ces chiens de Charlie Hebdo ». Le journal satirique rappelle alors qu'une fatwa avait été lancée quelques mois plus tôt contre Charb par Al-Qaïda.
Hugo Sélignac se défend alors d’avoir refusé d’intégrer le morceau à la bande originale du film, tout en ayant accordé « que la typographie de la pochette et de l’affiche du film soient la même ». Il précise ne pas avoir à « valider les paroles », et affirme défendre « la liberté d’expression de tous, celle des rappeurs comme celle de Charlie Hebdo ».
Son épouse, Emma Reynaud, fondatrice de la marque Marcia, fait une apparition en tant que figurante dans le film.

### Développement et diversification
En 2014, il fonde la société d'édition musicale Chi-Fou-Mi Records avec Raphaël Hamburger.
En 2017, il produit L'Échappée, réalisé par Mathias Pardo, avec Nekfeu dans le rôle principal.
Il produit ensuite Bac Nord, un film sur la police marseillaise, qui a suscité une controverse. En effet, certains critiques lui reprochent de véhiculer des clichés ou de faire le jeu du Rassemblement national, l'année des Élections régionales françaises de 2021.
Il produit ensuite le film En passant pécho, réalisé par Julien Royal (né Hollande), fils de François Hollande et Ségolène Royal. Le film, sorti directement sur Netflix, est sévèrement critiqué par la presse spécialisée. Chi-Fou-Mi productions est alors racheté par le groupe Mediawan.

### Controverses
En 2022, outrée de se voir représentée avec un foulard islamique — qu'elle ne porte pas dans la vie réelle — dans le film de Cédric Jimenez sur les attentats du 13 novembre 2015, la témoin clé, contrainte de vivre sous une fausse identité et bénéficiant du statut de témoin protégé (créé spécialement pour elle), qui a permis la neutralisation d'Abdelhamid Abaaoud, obtient la diffusion d'un message au début du film Novembre. Son avocate, Samia Maktouf, avait assigné les producteurs de Novembre, Recifilms et Chi-Fou-Mi Productions, devant le tribunal judiciaire de Paris.
En 2024, son nom figure sur une « liste noire » de personnalités du cinéma français prétendument accusées de violences sexuelles, diffusée par la complotiste Zoé Sagan à la veille du Festival de Cannes 2024.

### Reconnaissance
Chi-Fou-Mi productions y présente L'Amour ouf, de Gilles Lellouche, qui approche les cinq millions d'entrées, un film entre N'oublie jamais et Il était une fois en Amérique, ainsi que Le Royaume, premier film de Julien Colonna – fils du gangster Jean-Jérôme Colonna –, un projet que lui a présenté Tahar Rahim.
En 2025, Chi-Fou-Mi Productions est nommé quatorze fois à la 50e cérémonie des César.

## Filmographie

### Cinéma

#### Années 2010
- 2013: La Marche de Nabil Ben Yadir
- 2014: Elle l'adore de Jeanne Herry
- 2018: Le Grand Bain[27] de Gilles Lellouche
- 2018: Mon Ket de François Damiens
- 2018: Carnivores de Jérémie et Yannick Renier
- 2018: Le monde est à toi[28] de Romain Gavras
- 2018: Pupille de Jeanne Herry
- 2019: L'Echappée de Mathias Pardo (non sorti)[29]

#### Années 2020
- 2021: BAC Nord[30] de Cédric Jimenez
- 2021: Mandibules[30] de Quentin Dupieux
- 2021: En passant pécho[31] de Julien Royal
- 2022: Novembre[32] de Cédric Jimenez
- 2022: Fumer fait tousser[33] de Quentin Dupieux
- 2023: Toni, en famille[34] de Nathan Ambrosioni
- 2023: Je verrai toujours vos visages[35] de Jeanne Herry
- 2023: Yannick[36] de Quentin Dupieux
- 2023: Omar la fraise d'Élias Belkeddar
- 2024: Ni chaînes ni maîtres[37] de Simon Moutaïrou
- 2024: Golo et Ritchie de Martin Fougerol et Ahmed Hamidi
- 2024: Le Deuxième Acte[38] de Quentin Dupieux
- 2024: L'Amour ouf[39] de Gilles Lellouche
- 2024: Leurs enfants après eux[40],[41] de Ludovic Boukherma et Zoran Boukherma
- 2024: Le Royaume de Julien Colonna
- 2025: I Love Peru de Raphaël Quenard et Hugo David
- 2025: Oui de Nadav Lapid
- 2025: L'Accident de piano de Quentin Dupieux

- Projets annoncés :
  - 2025: Chien 51[42] de Cédric Jimenez
  - 2025: Bagarre de Julien Royal
  - 2025: Les enfants vont bien[43] de Nathan Ambrosioni
  - 2025: Signaux[44] de Quentin Dupieux
  - 2025: African Dream[45]
  - 2027: Johnny[46] de Cédric Jimenez

### Télévision
- 2023: Nouveaux Riches (Netflix) de Julien Royal
- 2023: Une zone à défendre (Disney+)[47] de Romain Cogitore